# Die rote Tapferkeitsmedaille
Die rote Tapferkeitsmedaille (The Red Badge of Courage) aus dem Jahr 1895 ist der bekannteste Roman des US-amerikanischen Schriftstellers Stephen Crane. Die Geschichte erzählt von den Erlebnissen und Gefühlen des jungen Soldaten Henry Fleming vor und während der Schlacht bei Chancellorsville im amerikanischen Bürgerkrieg.

## Inhalt
Henry befürchtet, sich als Feigling zu erweisen, und tatsächlich läuft er im ersten Gefecht davon. Der Tod eines schwer verwundeten Kameraden beschämt ihn so sehr, dass er wieder nach vorn geht. Er wird aber unterwegs von einem fliehenden Soldaten niedergeschlagen und erst in der Nacht von einem Korporal gefunden, der nach Versprengten sucht. Am nächsten Tag fällt Henry ins andere Extrem, stürmt seinen Kameraden euphorisch voran, mit der Fahne in der Hand, ohne auf seine eigene Sicherheit zu achten.
Die im Titel erwähnte rote Tapferkeitsmedaille kommt von einer Szene aus dem Buch, in der Henry einen Soldaten sieht, der einen Bauchschuss abbekommen hat. Aus der Schusswunde hängen Teile der zerfetzten Leber, so dass es aussieht, als hätte man ihm eine Auszeichnung angehängt, und Henry wünscht sich in dem Moment nichts mehr als auch „so eine rote Tapferkeitsmedaille“.

## Deutsche Übersetzungen
Die erste deutsche Übersetzung von Hans Umstätter erschien 1954 unter dem Titel Das Blutmal. Roman im Verlag Kessler, Mannheim. Im Jahr darauf kam im Forum-Verlag, Frankfurt am Main und Wien, unter dem Titel Die Flagge des Mutes. Roman eine Übertragung von Milo Dor und Elisabeth Moltkau heraus. Eine weitere Übersetzung, diesmal von Eduard Klein und Klaus Marschke folgte 1962 unter dem Titel Das rote Siegel. [Erzählungen] im DDR-Verlag Volk und Welt, Ost-Berlin. Diese Übertragung wird bis heute (2006) verwendet, mittlerweile auch unter dem Titel Die rote Tapferkeitsmedaille (Diogenes Verlag, Zürich 1985).

## Verfilmungen
Die Geschichte wurde 1951 mit Audie Murphy als Hauptdarsteller unter dem Titel Die rote Tapferkeitsmedaille verfilmt.
Es gibt noch eine für das US-Fernsehen produzierte Neuverfilmung mit Richard Thomas (bekannt als John-Boy Walton) in der Hauptrolle. Dieser Version war allerdings kein besonderer Erfolg beschieden.